# 三条実親
三条 実親（さんじょう さねちか）は、鎌倉時代初期から中期にかけての公卿。太政大臣・三条公房の長男。官位は従一位・右大臣。白川、又は後三条と号す。

## 経歴
建久10年（1199年）従五位下に叙せられる。建仁2年（1202年）従五位上、建仁3年（1203年）侍従に任ぜられ、建仁4年（1204年）正五位下に叙せられる。
元久2年（1205年）右近衛少将に任ぜられる。元久3年（1206年）従四位下・信濃権介に叙任され、建永2年（1207年）従四位上に昇叙。承元2年12月（1209年1月）には右近衛中将に転じ、承元3年（1209年）正四位下、承元5年（1211年）従三位に叙せられ公卿に列した。建暦2年（1212年）越前権守を兼ね、建保2年（1214年）正三位に進む。
建保5年（1217年）土佐権守を兼任。建保7年（1219年）権中納言に任ぜられ、中宮権大夫を兼帯、承久2年（1220年）従二位に叙せられる。承久4年（1222年）正二位に昇叙。元仁元年12月（1225年2月）には中納言に転じ、元仁2年12月（1226年1月）さらに大納言に任ぜられた。しかし、貞永元年（1232年）10月より籠居している。
嘉禎4年（1238年）右大臣に任命される。仁治元年（1240年）従一位に叙せられるが、翌日上表して辞退した。仁治3年（1242年）正月4日、勘解由小路経光が叙位議にて執筆を務めることになった際、経光は実親の許に参って作法を習うなど、経光は数々実親を訪ねており、親交があった。建長5年（1253年）出家、弘長3年（1263年）薨去。享年69。

## 官歴
※以下、註釈の無いものは『公卿補任』の記載に従う。
- 建久10年（1199年）正月15日：従五位下に叙す（女御琮子給）。
- 建仁2年（1202年）正月5日：従五位上に叙す（皇后宮御給）。
- 建仁3年（1203年）正月13日：侍従に任ず。
- 建仁4年（1204年）正月5日：正五位下に叙す（宣陽門院）。
- 元久2年（1205年）4月10日：右近衛少将に任ず。
- 元久3年（1206年）
  - 正月6日：従四位下に叙す（中宮御給）。少將如元。
  - 正月13日：信濃権介を兼ぬ。
- 建永2年（1207年）/承元元年
  - 5月17日：禁色を聴す。
  - 11月29日：従四位上に叙す（最勝四天王院供奉院賞）。
- 承元2年12月9日（1209年1月16日）：右近衛中将に転ず。
- 承元3年（1209年）正月5日：正四位下に叙す（宣陽門院御給）。
- 承元5年（1211年）正月5日：従三位に叙す（修明門院御給）。中將如元。
- 建暦2年（1212年）月日：越前権守を兼ぬ。
- 建保2年（1214年）正月3日：正三位に叙す（朝覲行幸賞）。
- 建保5年（1217年）正月28日：土佐権守を兼ぬ。
- 建保7年（1219年）3月4日：権中納言に任ず。
- 承久2年（1220年）
  - 正月3日：勅授帯剣を聴す。
  - 正月6日：従二位に叙す（建暦二年太政大臣八幡賀茂行幸行事賞）。
  - 12月15日（1221年1月10日）：中宮権大夫を兼ぬ。
- 承久4年（1222年）
  - 正月6日：正二位に叙す。
  - 3月：大夫を止む。
- 元仁元年12月25日（1225年2月4日）：中納言に転ず。
- 元仁2年12月21日（1226年1月21日）：権大納言に任ず。
- 貞永元年（1232年）10月：これより籠居。
- 嘉禎4年（1238年）
  - 7月2日：陣に参り、任大臣の兼宣旨を蒙る。
  - 7月20日：右大臣に任ず。
- 仁治元年（1240年）
  - 9月26日：従一位に叙す。
  - 9月27日：上表。使左中將公朝。
- 建長元年（1249年）8月19日：服解す。
- 建長5年（1253年）9月2日：出家す。
- 弘長3年（1263年）10月4日：薨去。

## 系譜
- 父：三条公房
- 母：中山忠親の長女
- 妻：西園寺公経の次女（?-1235）
  - 長男：三条公親（1222-1288）
  - 次男：三条公泰（1231-1305） - 実五男か[3]。
- 生母不明の子女
  - 男子：三条公隆
  - 男子：三条公緒
  - 男子：三条公朝
  - 男子：公尊
  - 男子：実円
  - 男子：定敒
  - 男子：奝助（1217-1291）
  - 男子：深助（?-?）
  - 男子：教助（?-1307）
  - 男子：公禅
  - 男子：円禅
  - 男子：公愉
  - 女子：